# ハンス・リッペルハイ

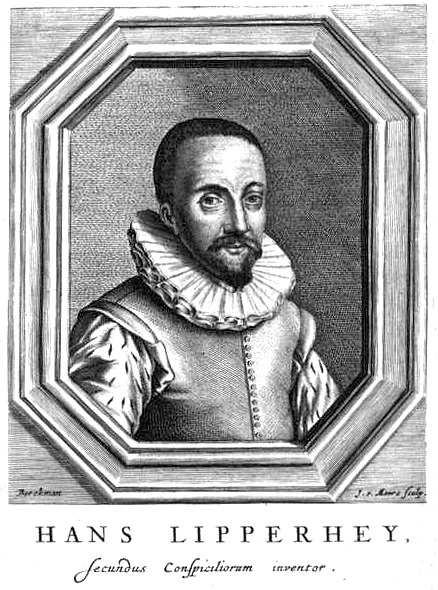
Hans Lipperhey

ハンス・リッペルハイ（Hans Lipperhey 、1570年 - 1619年9月）はオランダのレンズ製作者で望遠鏡を最初に造ったとされる一人である。

## 略歴
ドイツのヴェーゼルに生まれた。オランダのミデルブルフに移住し1594年に結婚した。1602年に市民となり、終生ミデルブルフに暮らした。
彼の名前は一般にリッペルスハイ (Lippershey) として知られていたが、これは1831年にタイプミスされたものが誤って世に広まったものである。

## 功績
リッペルハイは最初の実用的な望遠鏡を製作し、普及させた人物とされている。原始的な望遠鏡はそれまでに作られていたと考えられるが、リッペルハイは1608年にヤコブ・メチウスよりも数週間早く、特許の申請をし、一般の人々に使えるようにした。特許を得ることはできなかったが、オランダの政府から報酬を得ることができた。"Dutch perspective glass" と呼ばれたリッペルハイの望遠鏡は肉眼の3倍の距離を見ることができた。

## 望遠鏡の着想
リッペルハイが望遠鏡の着想を得たいきさつについては彼の店で遊んでいた2人の子供が1枚のレンズの前にもう1枚のレンズをかざした時に物がはっきり見えることに気付いたのを見たことからであるという話がある。

## その他
彼を記念して、月のクレーターのLippershey、小惑星Lipperhey、太陽系外惑星Lipperheyなどが命名されている。